# Phaulomyces ephistemi
Phaulomyces ephistemi är en svampart som först beskrevs av Roland Thaxter, och fick sitt nu gällande namn av I.I. Tav. 1985. Phaulomyces ephistemi ingår i släktet Phaulomyces och familjen Laboulbeniaceae.  Arten är reproducerande i Sverige. Inga underarter finns listade i Catalogue of Life.